# Distrito de Luxemburgo
El distrito de Luxemburgo era uno de los tres distritos del Gran Ducado de Luxemburgo. Se subdividía en 4 cantones y 47 comunas.

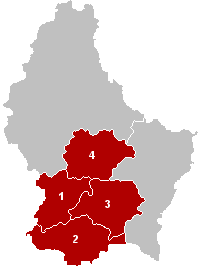
Cantones.

1. Capellen
  - Bascharage
  - Clemency
  - Dippach
  - Garnich
  - Hobscheid
  - Kehlen
  - Koerich
  - Kopstal
  - Mamer
  - Septfontaines
  - Steinfort
2. Esch-sur-Alzette
  - Bettembourg
  - Differdange
  - Dudelange
  - Esch-sur-Alzette
  - Frisange
  - Kayl
  - Leudelange
  - Mondercange
  - Pétange
  - Reckange-sur-Mess
  - Roeser
  - Rumelange
  - Sanem
  - Schifflange
3. Luxemburgo
  - Bertrange
  - Contern
  - Hesperange
  - Luxemburgo
  - Niederanven
  - Sandweiler
  - Schuttrange
  - Steinsel
  - Strassen
  - Walferdange
  - Weiler-la-Tour
4. Mersch
  - Bissen
  - Boevange-sur-Attert
  - Colmar-Berg
  - Fischbach
  - Heffingen
  - Larochette
  - Lintgen
  - Lorentzweiler
  - Mersch
  - Nommern
  - Tuntange

## Geografía
El distrito de Luxemburgo limitaba al norte con el distrito de Diekirch, al este con el distrito de Grevenmacher, al oeste con la provincia belga de Luxemburgo y al sur con el departamento francés de Mosela, situado en la región de Lorena.